# Žalm 86
Žalm 86 („Hospodine, nakloň ucho, odpověz mi“) je biblický žalm. V překladech, které číslují podle Septuaginty, se jedná o 85. žalm. Žalm je nadepsán těmito slovy: „Modlitba Davida.“ Podle některých vykladačů toto nadepsání znamená, že se jedná o modlitbu určenou pro krále z Davidova rodu. Tradiční židovský výklad naproti tomu považuje žalmy, které jsou označeny Davidovým jménem, za ty, které napsal přímo král David.